# JAS 1
JAS 1 (englisch Japan Amateur Satellite-1, auch JAS-1A, FUJI 1, OSCAR 12 oder FO-12) ist ein japanischer Amateurfunksatellit.

## Aufbau
JAS 1 wurde von der Japan Amateur Radio League entwickelt und gebaut. JAS 1 hat die Gestalt eines 26-flächigen Polyeders mit 40 × 40 × 47 cm Größe.
Der 50 kg schwere Satellit hatte sowohl eine AX.25-Mailbox wie auch einen 100 kHz breiten Lineartransponder, jeweils mit Uplink im 2-Meter-Band und Downlink im 70-Zentimeter-Band.

## Mission
JAS 1 wurde am 12. August 1986 mit einer H-I-Rakete zusammen mit dem Experimental Geodetic Satellite vom Tanegashima Space Center gestartet. Nach der Inbetriebnahme wurde die OSCAR-Nummer 12 vergeben.
Am 5. November 1989 fiel der Satellit wegen eines Batteriefehlers aus.
Als Nachfolger wurde JAS 1B gestartet.

## Frequenzen
- Uplink (MHz): 145,900 … 146,000
- Downlink (MHz): 435,900 … 435,800 (CW/SSB 1W)
- CW-Bake (MHz): 435,795 (100 mW)
- BPSK-Bake(MHz): 435,910 (PSK, 1200 baud, 1 W)
- Rufzeichen: 8J1JAS